# Milánó-Malpensai repülőtér
A Milánó-Malpensai repülőtér (olaszul Aeroporto di Milano-Malpensa) (IATA: MXP, ICAO: LIMC) egy nyilvánosan működő nemzetközi repülőtér Milánó városa mellett, az olaszországi Varese megyében. Malpensa a milánói régiót kiszolgáló három nemzetközi repülőtér egyike.
A repülőtérről Milánó belvárosába a Milánó-Varese autópályán és a Malpensa Express nevű vonattal lehet eljutni. A Milánó-Linatei repülőtérrel, Milánó második legnagyobb légi kikötőjével is össze van kötve menetrend szerinti buszjáratokkal.
A Malpensai nemzetközi repülőtér két terminállal rendelkezik. Az első terminál, a T1, a kereskedelmi járatok számára van fenntartva, a második terminált, a T2-t, a charter és diszkont légitársaságok járatai használják. A T1-es terminál két szatellittel rendelkezik. Az A szatellit a belföldi és európai, a B szatellit a nemzetközi forgalmat szolgálja ki. Egy harmadik szatellit (C) építés alatt áll és egy harmadik futópálya tervezete is elkészült már. A repülőtéren működik egy nemrég felszerelt teherterminál, a CargoCity, amely évente 410 000 tonna árut képes fogadni.

## Technikai adatok
A Malpensa repülőtér két egymással párhuzamos futópályával rendelkezik, amelyek hossza egyenként 3 920 méter, szélességük 60 méter. A 17L, 17R, 35L és a 35R futópályák mindegyike ILS (Instrument Landing Systems) rendszerrel felszereltek.

## Forgalom
Az utasforgalom az elmúlt években az alábbi módon változott:
| Utasok száma | 3 223 305 | 3 487 322 | 20 716 815 | 18 554 874 | 23 885 391 | 18 947 808 | 17 955 075 | 22 169 167 | 7 241 766 | 26 076 714 |
|              | 1994      | 1997      | 2000       | 2004       | 2007       | 2010       | 2013       | 2017       | 2020      | 2023       |

## Légitársaságok és úticélok

### Személy
2025-ben a Milánó-Malpensai repülőtérről az alábbi járatok indulnak (Utoljára frissítve: 2025-02-9):
| Légitársaság                  | Célállomások |
| ----------------------------- | --- |
| Aegean Airlines               | Athén, Thessaloniki |
| Aer Lingus                    | Szezonális: Dublin |
| Aeroitalia                    | Róma–Fiumicino |
| Air Albania                   | Tirana |
| Air Algérie                   | Algír |
| Air Cairo                     | Kairó, Sarm es-Sejk Szezonális: Hurghada, Luxor |
| Air Canada                    | Montréal–Trudeau |
| Air China                     | Peking, Csengtu–Tianfu, Sanghaj-Putung, Wenzhou |
| Air Corsica                   | Szezonális: Calvi, Figari |
| Air Dolomiti                  | Frankfurt, München |
| Air Europa                    | Madrid |
| Air France                    | Párizs-Charles de Gaulle repülőtér |
| Air Horizont                  | Szezonális charter: Lampedusa, Olbia, Sarm es-Sejk |
| Air India                     | Delhi |
| Air Serbia                    | Belgrád |
| airBaltic                     | Riga |
| AlbaStar                      | Szezonális charter: Marsa Alam, Sarm es-Sejk |
| All Nippon Airways            | Tokió–Haneda |
| American Airlines             | New York–JFK Szezonális: Philadelphia (kezdődik 2025 május 23-tól) |
| Arkia                         | Tel-Aviv |
| Austrian Airlines             | Bécs |
| Azerbaijan Airlines           | Baku |
| Azores Airlines               | Ponta Delgada |
| BeOnd                         | Malé |
| British Airways               | London–Heathrow |
| Brüsszel Airlines             | Brüsszel |
| Bulgaria Air                  | Szezonális: Szófia |
| Cathay Pacific                | Hongkong |
| China Eastern Airlines        | Xi'an |
| Condor                        | Frankfurt (kezdődik 2025 május 1-től) |
| Croatia Airlines              | Szezonális: Split |
| Cyprus Airways                | Szezonális: Lárnaka |
| Delta Air Lines               | Atlanta, New York–JFK Szezonális: Boston (kezdődik 2025 május 24-től) |
| easyJet                       | A Coruña, Amszterdam, Athén, Barcelona, Bari, Bilbao, Bordeaux, Brindisi, Bristol, Cagliari, Catania, Düsseldorf (kezdődik 2025 március 30-tól), Edinburgh, Fuerteventura, Giza, Gran Canaria, Hamburg (újrakezdődik 2025 március 30-tól), Hurghada, Lamezia Terme, Lanzarote, Lárnaka, Lisszabon, London–Gatwick, London–Luton, Málaga, Marsa Alam, Manchester, Marrákes, München, Nantes, Nápoly, Olbia, Palermo, Palma de Mallorca, Párizs-Charles de Gaulle repülőtér, Párizs–Orly (kezdődik 2025 március 30-tól), Porto, Prága, Rabat, Reykjavík–Keflavík, Salerno, Sarm es-Sejk, Tel-Aviv (újrakezdődik 2025 június 5-től), Tenerife–South, Toulouse, Tromsø Szezonális: Biarritz (kezdődik 2025 június 23-tól), Birmingham, Haniá, Koppenhága, Korfu, Harstad/Narvik (kezdődik 2025 június 28-tól), Heraklion, Ibiza, Kefaloniá, Kittilä, Kosz, Lampedusa, Luxembourg, Málta, Menorca, Mikonosz, Oslo, Preveza/Lefkada, Priština, Rodosz, Szantorini, Szkíathosz, Tbiliszi (kezdődik 2025 április 1-től), Thessaloniki (kezdődik 2025 június 25-től), Zára, Zákinthosz |
| EgyptAir                      | Kairó Szezonális: Luxor |
| El Al                         | Tel-Aviv |
| Emirates                      | Dubai–International, New York–JFK |
| Ethiopian Airlines            | Addisz Abeba, Zürich |
| Etihad Airways                | Abu-Dzabi |
| EVA Air                       | Tajpej–Taojüan |
| Eurowings                     | Köln/Bonn, Düsseldorf, Hamburg, Stuttgart |
| Finnair                       | Helsinki |
| FlyOne                        | Chișinău |
| FlyOne Armenia                | Jereván |
| Gulf Air                      | Bahrein Szezonális: Genf, Nizza |
| Hainan Airlines               | Csungking, Guiyang, Sencsen |
| Iberia                        | Madrid |
| Icelandair                    | Szezonális: Reykjavík–Keflavík |
| Juneyao Air                   | Zhengzhou |
| KLM                           | Amszterdam |
| Korean Air                    | Szöul–Incshon |
| Kuwait Airways                | Kuwait City |
| La Compagnie                  | Newark |
| LATAM Brasil                  | São Paulo–Guarulhos |
| LOT                           | Varsó–Chopin Szezonális: Rzeszów |
| Lufthansa                     | Frankfurt, München |
| Lumiwings                     | Szezonális: Foggia |
| Luxair                        | Luxembourg |
| Middle East Airlines          | Bejrút |
| Neos                          | Almati, Amritsar, Boa Vista, Kairó, Cancún, Dakar–Diass, Fuerteventura, Gran Canaria, Havana, Holguín, La Romana, Marsa Alam, Mombasa, New York–JFK, Nosy Bé, Sal, Sarm es-Sejk, Tel-Aviv (újrakezdődik 2025 április 2-től), Tenerife–South, Toronto–Pearson Szezonális: Amman–Queen Alia, Brindisi, Cagliari, Cartagena, Catania, Cayo Largo, Haniá (újrakezdődik 2025 május 24-től), Comiso, Korfu, Dzserba, Enfidha, Freeport, Hamburg, Heraklion, Ibiza, Karpathos, Kosz, Lagos, Lamezia Terme, Lanzarote, Luxor, Male, Marsa Matruh, Mauritius, Menorca, Monasztir, Montego Bay, Mikonosz, Nanking, Olbia, Palermo, Palma de Mallorca, Patras, Phuket, Punta Cana, Rodosz, Rovaniemi, Salalah, Számosz, Szantorini, Szkíathosz, Tel-Aviv, Tromsø, Varadero, Zanzibar Szezonális charter: Pointe-à-Pitre |
| Nesma Airlines                | Szezonális: Kairó |
| Norwegian                     | Oslo |
| Nouvelair                     | Tunisz Szezonális charter: Dzserba, Monasztir |
| Oman Air                      | Maszkat |
| Qanot Sharq                   | Taskent, Urgench ( 2025 április 5-től) |
| Qatar Airways                 | Doha |
| Royal Air Maroc               | Casablanca |
| Royal Jordanian               | Amman–Queen Alia |
| Ryanair                       | Alghero, Alicante, Athén, Barcelona, Bari, Beauvais, Berlin, Bratislava (kezdődik 2025 március 30-tól), Brindisi, Bukarest–Otopeni, Budapest, Cagliari, Catania, Dublin, Fuerteventura, Gran Canaria, Krakkó, Lamezia Terme, Lanzarote, London–Stansted, Madrid, Málaga, Málta, Manchester, Marrákes, Nápoly, Palermo, Palma de Mallorca, Pescara (kezdődik 2025 március 30-tól), Porto, Reggio Calabria, Rzeszów, Sevilla, Tallinn, Tenerife–South, Valencia, Bécs Szezonális: Korfu, Funchal (kezdődik 2025 április 1-től), Göteborg (kezdődik 2025 július 8-tól), Heraklion, Kosz, Szantorini, Trapani, Zára |
| Saudia                        | Jeddah Szezonális: Medina, Rijád |
| Scandinavian Airlines         | Koppenhága, Oslo, Stockholm–Arlanda Szezonális: Bergen, Stavanger |
| Singapore Airlines            | Barcelona, Szingapúr |
| Sky Express                   | Athén |
| SunExpress                    | Izmir Szezonális: Antalya |
| Swiss International Air Lines | Zürich |
| TAP Air Portugal              | Lisszabon |
| Thai Airways International    | Bangkok–Suvarnabhumi |
| Transavia                     | Párizs–Orly |
| Tunisair                      | Tunisz |
| Turkish Airlines              | Isztambul |
| Turkmenistan Airlines         | Aşgabat |
| Twin Jet                      | Lyon, Marseille |
| United Airlines               | Newark Szezonális: Chicago–O'Hare |
| Uzbekistan Airways            | Taskent |
| Vietnam Airlines              | Hanoi (kezdődik 2025 július 1-től) |
| Vueling                       | Barcelona, Párizs–Orly (vége 2025 március 29-től) Szezonális: Bilbao, Ibiza |
| Wizz Air                      | Abu-Dzabi (kezdődik 2025 június 2-től), Bacău, Barcelona, Beauvais, Bukarest–Otopeni, Budapest, Catania, Chișinău, Gdańsk, Giza (vége 2025 március 28-tól), Jeddah, Krakkó, Kutaisi, Lárnaka, London–Gatwick, Madrid, Málaga, Marrákes, Podgorica, Prága, Priština, Reykjavik–Keflavík, Rzeszów, Sarm es-Sejk, Szkopje, Suceava, Tel-Aviv, Tenerife–South, Tirana, Valencia, Vilnius, Varsó–Chopin, Jereván Szezonális: Amman–Queen Alia, Korfu, Heraklion, Lampedusa, Olbia, Szkíathosz, Zákinthosz |

### Cargo
| Légitársaság             | Célállomások |
| ------------------------ | --- |
| Amazon Air               | Cagliari, Catania, Lipcse/Halle |
| Asiana Cargo             | Almati, Szöul–Incshon |
| Atlas Air[forrás?]       | Amszterdam, San Juan |
| Cargolux                 | Luxembourg |
| Cargolux Italia[forrás?] | Almati, Baku, Curitiba–Afonso Pena, Dallas/Fort Worth, Dubai–International, Hongkong, Luxembourg, Mexico City, New York–JFK, Novoszibirszk, Oszaka–Kanszai, San Juan, Zhengzhou, Vilnius                                                                                   |
| Cathay Pacific Cargo     | Frankfurt, Hongkong |
| DHL Aviation             | Ancona, Athén, Bahrein, Barcelona, Belgrád, Brüsszel, Bukarest, Budapest, Cincinnati, Köln/Bonn, East Midlands, Lipcse/Halle, London–Heathrow, London–Luton, London–Stansted, Madrid, Nápoly, Párizs–Charles de Gaulle, Pisa, Szöul–Incshon, Thessaloniki, Vitoria, Zágráb |
| Egyptair Cargo           | Kairó |
| Emirates SkyCargo        | Dubai–Al Maktoum |
| Ethiopian Airlines Cargo | Addisz Abeba |
| FedEx[forrás?]           | Ancona, Dubai–International, Kuangcsou, Memphis, München, Newark, Párizs–Charles de Gaulle, Pisa, Sanghaj-Putung, Velence |
| Korean Air Cargo         | Szöul–Incshon |
| Lufthansa Cargo          | Frankfurt |
| Nippon Cargo Airlines    | Amszterdam, Tokio–Narita |
| Qatar Airways Cargo      | Doha |
| Saudia Cargo             | Jeddah, Rijád |
| Silk Way West Airlines   | Baku |
| Turkish Cargo            | Isztambul |
| United Parcel Service    | Köln/Bonn, Nápoly |